# Dagstorpssjön
Dagstorpssjön är en sjö i Höörs kommun i Skåne och ingår i Rönne ås huvudavrinningsområde. Sjön är 5 meter djup, har en yta på 0,445 kvadratkilometer och är belägen 106,4 meter över havet. Vid provfiske har abborre, braxen, gädda och mört fångats i sjön.

## Delavrinningsområde
Dagstorpssjön ingår i det delavrinningsområde (621374-134990) som SMHI kallar för Mynnar i Rönne å. Medelhöjden är 109 meter över havet och ytan är 101,15 kvadratkilometer. Det finns inga avrinningsområden uppströms utan avrinningsområdet är högsta punkten. Snällerödsån som avvattnar avrinningsområdet har biflödesordning 2, vilket innebär att vattnet flödar genom totalt 2 vattendrag innan det når havet efter 65 kilometer. Avrinningsområdet består mestadels av skog (63 procent) och jordbruk (22 procent). Avrinningsområdet har 0,79 kvadratkilometer vattenytor vilket ger det en sjöprocent på 0,8 procent. Bebyggelsen i området täcker en yta av 0,94 kvadratkilometer eller 1 procent av avrinningsområdet.